# Mica Logar
Mica (Marija) Logar, hotelirka v Logarski dolini, * 2. avgust 1904, Logarska dolina, † 4. marec 1989, Logarska dolina.

## Življenje in delo
Mica Logar se je rodila materi Heleni Pustoslemšek in očetu Klemnu Robniku, Družina, ki je poleg Mice štela še osem otrok, se je leta 1935 prepisala na ime domačije, iz katerega je izhajalo ime doline. Rodbina Logar je uživala velik sloves, ki so ga nadaljevale predvsem Mica in njene sestre Elizabeta, Neža, Ljudmila in Magdalena. 
V otroških letih so doma kmetovale, po osnovni šoli pa so se v gospodinjski šoli v Avstriji izučile za kuharice. Nobena od njih se ni poročila.  
Kmalu po njeni vrnitvi je leta 1936 umrl oče in dekleta so z dediščino na začetek doline (Logarjevo grmišče) postavila hotel. Dvonadstropno stavbo v alpskem slogu z osemnajstimi sobami, dvema skupnima spalnicama in številnimi balkoni je zgradil inženir Lado Kham. Julija 1938 je Hotel sester Logar sprejel prve goste. Vodilno vlogo v njem je kot najstarejša in najsposobnejša med sestrami prevzela Mica. Sprejemala je slovenske letoviščarje in turiste iz Avstrije, Hrvaške ter Srbije. Ti so v Logarsko dolino prihajali študirat, pisat, zdravit različna obolenja, najpogosteje pa planinarit. Alenka Puhar, avtorica članka o Mici Logar v delu Pozabljena polovica, piše, da je bil hotel »menda edino podjetje v deželi, ki so si ga zamislile, realizirale in vodile mlade ženske, za nameček celo sestre«.
Hotel je bil med drugo svetovno vojno uničen. Jeseni leta 1942 so Nemci požgali dolino in aretirali skoraj vso družino. Sestre so odpeljali v celjski Stari pisker, od tam pa v Auschwitz. Taboriščno trpljenje (med drugim tudi smrt sestre Magdelene, ki so jo klicale Lenčka) si je Mica lajšala s pisanjem pesmi.
Pesem Mice Logar, posvečena umrli sestri Lenčki:
17. april – Lenčin smrtni dan

Južni veter tiho veje čez dobrave,

v moji duši se bolestno zgane,

naročila tople sem pozdrave

za mrzle gornješlezijske poljane,

kjer so koščice moje drage sestre

razmetane.

Ni ga grička tam, ni je gomile,

ki bi ljubeče roke jo gojile,

da bi jo s cvetjem posejale

in ji drobno lučko kdaj v spomin prižgale.

Ne, ni je ...

Vendar draga sestra v miru spi,

telo ji v divji grozi, strahu, mrazu

nič več ne trepeče,

le dočakala ni svobodne sreče.
Poleti 1945 so se preživele štiri Logarjeve vrnile domov in kljub nasprotovanju nove oblasti delno obnovile požgani hotel. Pred ponovnim odprtjem hotela je Mica leto 1949/50 prestajala po socialističnih zaporih v Starem piskru, Podlesju in Loškem gradu. Sestre so kmalu zatem privabile redne goste, med katerimi so bili profesorji, duhovniki in zdravniki. Pri upravljanju hotela so jim pomagali številni znanci, na primer Micina sojetnica, pravnica dr. Ljuba Prenner. 
Mica je poleg vodenja hotela od sredine 30. let naprej izobraževala in v gospodinjska opravila uvajala dekleta, ki so v ta namen prihajala v Logarsko dolino. Skrbela je tudi za obolele obiskovalce.
Leta 1984 je hotel prešel v last reda Družina Kristusa Odrešenika – ki mu pripada nečakinja sester, Štefka Logar. Mica je leta 1976 padla, se polomila in do smrti obležala v postelji. Skupaj z brati in sestrami je pokopana pri Mariji Snežni v Solčavi.